# キリアン・イグナツ・ディーンツェンホーファー
キリアン・イグナツ・ディーンツェンホーファー（Kilian Ignaz Dientzenhofer; チェコ語: Kilián Ignác Dientzenhofer; 1689年9月1日-1751年12月18日）は、バロック時代におけるドイツ・ボヘミアの建築家である。彼の時代のボヘミアにおけるもっとも有名な建築家の一族出身。建築家として著名だったディーンツェンホーファー家に生まれた彼は、一族で最も有能であり優れた作品を多く残したことで知られる。

## 生涯

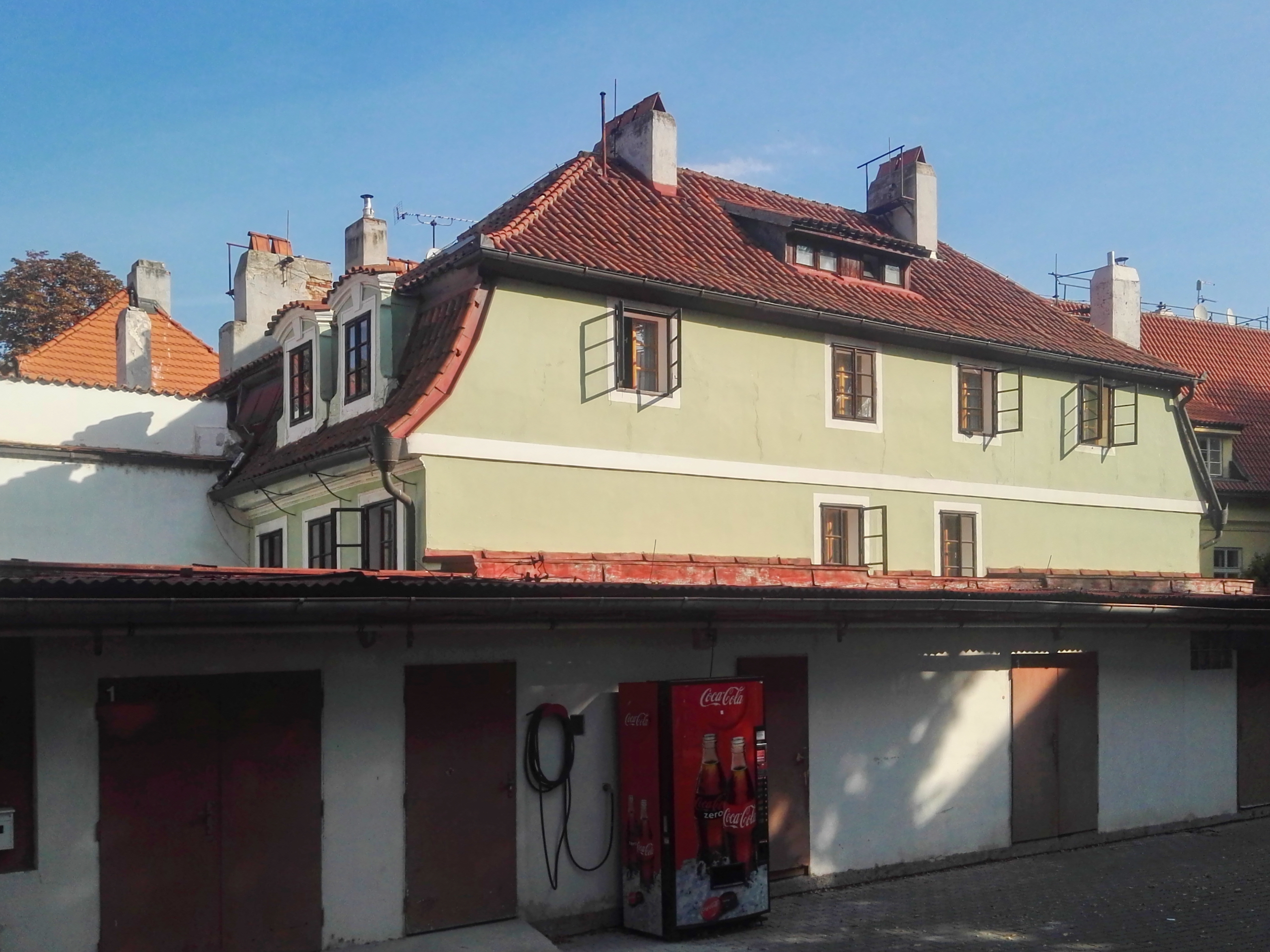
Aichbauerovský House in Prague-Malá Strana, the birthplace of Dientzenhofer

キリアン・イグナツ・ディーンツェンホーファーは1689年9月1日、ボヘミアのプラハで生まれた。彼はドイツ人建築家のクリストフ・ディーンツェンホーファーと、建築家ヨハン・ゲオルグ・アイヒバウアー（父）の未亡人マリア・アンナ・アイヒバウアー（旧姓ラング）の次男として生まれた。彼はプラハのマラー・ストラナ地区にあるイエズス会ギムナジウムを卒業し、1709年か1711年に外国へ出かけ、ドイツ、フランス、そしてイタリアの建築術を学んだ。そしてウィーンで建築家ヨハン・ルーカス・フォン・ヒルデブランドに弟子入りした。1716年に彼はボヘミアへ帰った。
ディーンツェンホーファーは2回結婚した。アンナ・セシリア・ポペロヴァ（1719年-1729年）との間に6人、アンナ・テレジア・ヘンドリチョヴァ（1729年-1751年）との間に11人の子どもがいた。

## 作品
キリアン・イグナツは有名な建築家ディーンツェンホーファー家の一員だった。彼は一族で最も有能で多作だった。生涯の間に彼は200以上の建築を手がけた。彼は父親と共に仕事をし、他の重要な建築家であるヤン・サンティーニ＝アイチェルとも協働した。彼はチェコのバロック最盛期の最も重要な建築家の一人で、彼の教会建築はボヘミアで最も美しいと言われている。
プラハにあるディーンツェンホーファー作の有名な建物には、聖ヤン・ネポムツキー巡礼教会や聖ニコラス教会、かつて入っていたレストラン名からヴィラ・アメリカと呼ばれる建物や、キンスキー宮殿がある。さらに、彼はボヘミア地域に数多くの教会や世俗施設を建築し、シレジア西部（ワールシュタット）にも一例ある。彼の後期の作品の多くは、弟子で義理の息子のアンセルモ・マルティノ・ルガーゴによって実現された。
ディーンツェンホーファーの最高傑作とは対照的なのが、北東ボヘミアのブロモフ市付近にある地域教会の設計である。それらは装飾的で十分な広さがあるが、同時にあまり費用がかからないことが求められた。このグループの教会は全て（ブロモフのバロック教会グループ）、つまりディーンツェンホーファーによる巡礼教会1棟、彼の父が設計した教会3棟、そしてもう1棟の教会は、2022年からチェコの文化財として保護されている。ディーンツェンホーファーはブロモフのベネディクト会修道院も完全に再建しており、これも国の文化財になっている。

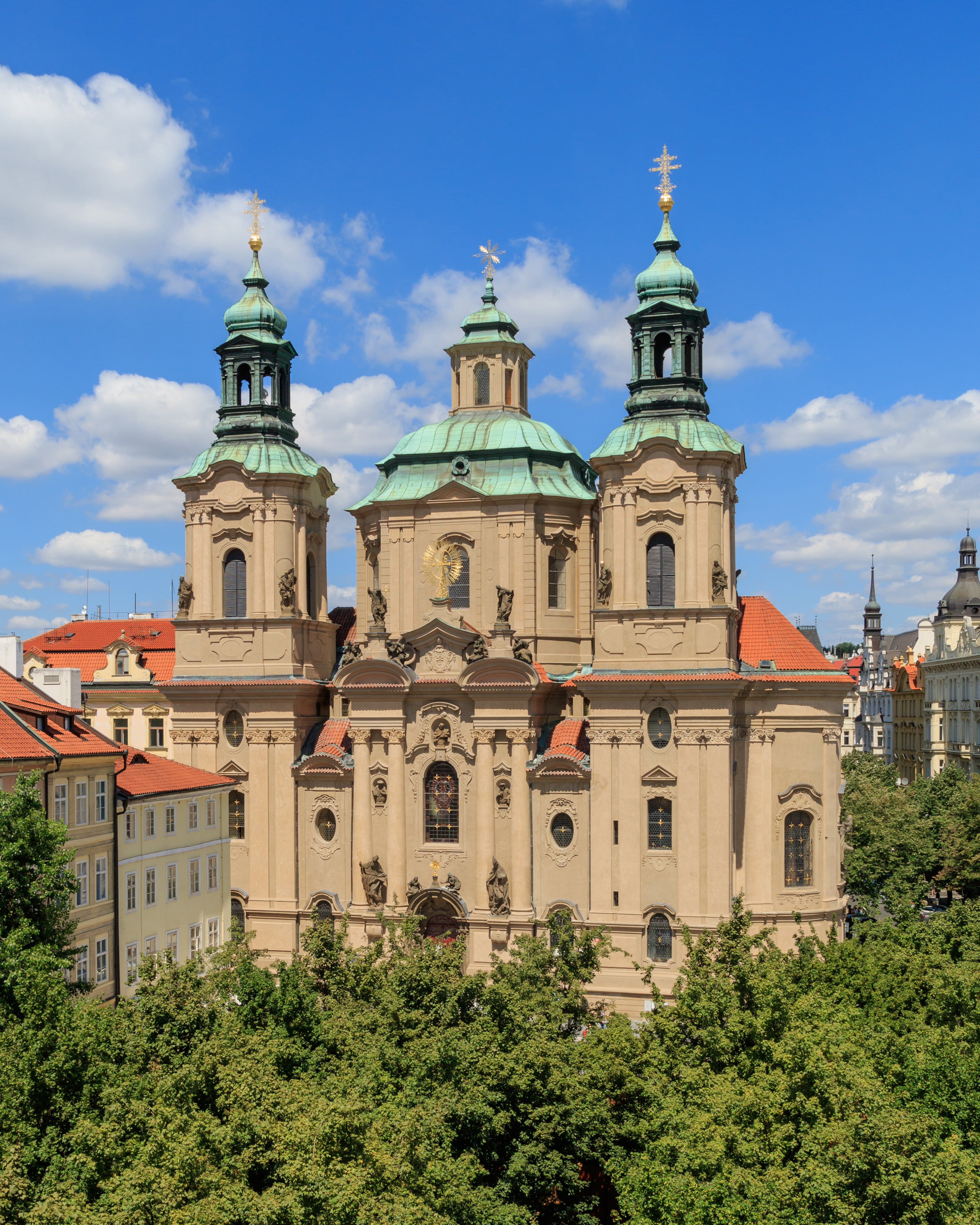
Church of St. Nicholas, Old Town Square, Prague

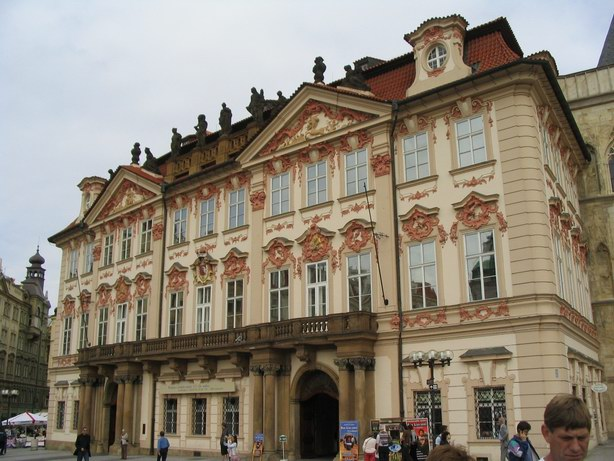
Kinský Palace Prague

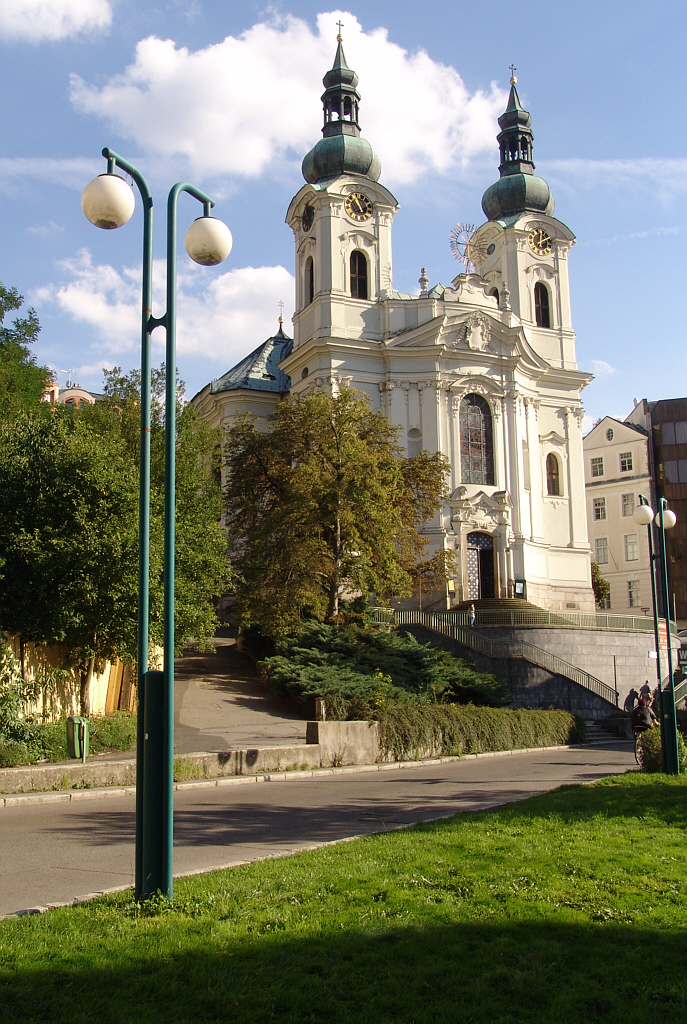
Church of St. Mary Magdalene, Karlovy Vary

### プラハ
- 新市街のヴィラ・アメリカ（ドイツ語版）（1717–1720年）、今日ではアントニン・ドヴォルザーク博物館)
- ベネディクト会修道院のブジェブノフ修道院（1717年頃）
- フラッチャニ（英語版）地区の聖ヤン・ネポムツキー巡礼教会（1720–1728年)
- フラッチャニ地区の教会ロレタ（英語版）の再設計 (1723年)
- マラー・ストラナ地区の聖トーマス教会のバロック様式の再設計 (1725–1731年)
- スミーチョフ（英語版）地区のヴィラ・ポルトハイムカ (1725年)
- マラー・ストラナ地区の邸宅「二羽の鳩の家（チェコ語版）」の再建 (1726年)
- 新市街の聖ヤン・ネポムツキー巡礼教会 (1730–1738年)
- プラハ歴史地区の聖バーソロミュー教会 (1731年)
- 旧市街広場の聖ニコラス教会 (1732–1735年)
- 新市街の聖ツィリル・メトデイ正教大聖堂 (1730–1736年)
- マラー・ストラナ地区の聖ニコラス教会の完成 (1737–1751年)
- 旧市街広場のゴルツ・キンスキー宮殿 (1755–1765年)
- 新市街のシルヴァ・タロウッカ宮殿（チェコ語版） (おそらく1743–1751年)

### ボヘミア東部
- Town hall in Police nad Metují (probably; 1718)
- Church of All Saints in Heřmánkovice (1722–1726)
- Church of St. Margaret the Virgin in Šonov (1724–1726)
- Church of St. Procopius in Bezděkov nad Metují (1724–1727)
- Church of St. Anne in Vižňov (1724–1727)
- Benedictine monastery in Broumov (1727–1735)
- Church of St. Wenceslaus in Broumov (1728–1729)
- Chapel of Our Lady of the Snows in Hlavňov (1732–1733)
- Church of St. Mary Magdalene in Božanov (1735–1740)
- Church of the Nativity of the Virgin Mary in Hořice (1738–1748)
- Sloupno Castle (1748)
- Meziměstí Castle (1750)

### その他の場所
- Church of the Nativity of the Virgin Mary in Plánice (1717–1726)
- St. Jadwiga's Basilica, Legnickie Pole (1719–1733)
- Ploskovice Chateau (probably; 1720–1730)
- Church of St. Adalbert in Počaply (1724–1726)
- Church of St. Mary Magdalene in Karlovy Vary (1729–1730)
- Church of St. Clement in Odolena Voda (1733–1735)
- Chapel of Blessed Podiven in Stará Boleslav (1738)
- Cistercian monastery in Plasy (1739)
- Church of St. Wenceslaus in Úterý (1747)
- Church of the Assumption of the Virgin Mary in Přeštice (1750–1775)